# HackTool.Win32.HackAV
HackTool.Win32.HackAV, not-a-virus:Keygen (HackTool:Win32/Keygen (Microsoft Malware Protection Center)) es la definición de los laboratorios Kaspersky para un programa diseñado para asistir el hacking, hackeo o pirateado. Estos programa a menudo contienen las firmas de potenciales malware, que no es peligroso por sí mismo, pero que puede interferir con el trabajo de un PC, o puede ser utilizado por un hacker para conseguir alguna información personal del ordenador de un usuario.
Según el Centro de Protección contra el Malware de Microsoft, su primera detección se retrotrae al 16 de julio de 2009.

## Comportamiento
Este software de riesgo (riscoware) es capaz de crear claves de licencia para software descargado ilegalmente y no registrado. Este tipo de herramienta puede aparecer de diferentes formas, dependiendo del software para el que está diseñada la herramienta para crear una llave clave..  Las siguientes amenazas de seguridad se han encontrado con mayor frecuencia en PCs que han estado relacionados con estas herramientas:
- Kit de explotación de agujero negro (Blackhole exploit kit)
- Win32/Autorun
- Win32/Dorkbot
- Win32/Obfuscator[1]

## Otros alias
- RiskWare/HackAV (Fortinet)
- Troj/Keygen (Sophos)
- CRCK_KEYGEN O HKTL_HACKAV (Trend Micro)